# Taiichi Ohno
Taiichi Ohno (Dalian, 29 de febrer de 1912 - Toyota, 28 de maig de 1990) en japonès 大野耐一 (Ōno Taiichi), fou un empresari i enginyer industrial japonès.
Treballador, i posteriorment directiu, de l'empresa Toyota és conegut per desenvolupar les bases dels mètodes de producció ajustada, just-in-time i kanban. Gràcies a la seva feina, Toyota va poder superar un estat proper a la fallida i convertir-se en la tercera empresa productora del món de cotxes, només superada per General Motors i Ford.
Ohno va escriure diversos llibres sobre la producció àmpliament reconeguts: Toyota Production System (1978), Workplace Management (1984) i Just-in-Time for Today and Tomorrow (1988).

## Biografia
Taiichi Ohno va néixer l'any 1912 en el si d'una família japonesa a Dalian, que havia estat cedida per l'Imperi Rus, després de la seva derrota a la guerra russojaponesa, a l'Imperi Japonès l'any 1905. Fill d'un tècnic de la ceràmica que treballava pel Ferrocarril del Sud de Manxúria, a les acaballes de la Primera Guerra Mundial es va mudar amb la seva família cap al Japó. Aleshores Ohno va estudiar a l'Escola Tècnica de Nagoya, de la qual es graduaria l'any 1932.
Aquell mateix any, 1932, començaria la seva carrera a una empresa de la família Toyoda de fabricació tèxtil a petició del seu pare. Aquella empresa seria venguda posteriorment l'any 1942 a una companyia britànica, Platt Brothers, i els Toyoda reinvertirien el capital obtingut en una fàbrica de muntatge de cotxes.
Ohno ingressaria a la nova fàbrica de cotxes l'any 1943, anomenada Toyota, com a cap del taller de màquines. Després de la derrota de l'Imperi Japonès durant la Segona Guerra Mundial, el treballador japonès tenia una productivitat 3 cops menor que un alemany o 9 cops menor que un estatunidenc, que s'aprofitaven de la producció en sèrie. Amb l'obertura als mercats internacionals Toyota va estar a punt de fer fallida a final de la dècada dels 40. Sabent que no podia competir amb produccions menors amb els productes estrangers, Ohno va decidir reduir els malbarataments, obtenint com a resultat una reducció dels costos de la producció.
Durant la dècada dels 50 i fins a la dècada dels 70 Ohno aniria implementant mètodes productius sota aquesta premissa, neixent el sistema productiu Toyota, alhora que escalava posicions a l'empresa, que reconeixia la vàlua de les seves aportacions.
Tot i que no li va ser fàcil, a causa de la rígida i tradicional estructura japonesa, la insistència d'Ohno va aconseguir que, en comptes de grans estocs, s'adoptés un procés de control d'estocs just-in-time. També implantaria les bases de la producció ajustada, reduint els malbarataments (o muda). Posteriorment també desenvoluparia el l'estratègia productiva pull, on només es fabrica si hi ha comandes.
Part de l'èxit del model productiu Toyota es va deure a la col·locació de la fàbrica, molt propera als proveïdors, situada a la ciutat de Toyota vora Nagoya, nucli de la indústria automobilística japonesa. Aquest fet va facilitar la instal·lació del tipus de producció JIT (just-in-time).
El 1975 va assolir el càrrec de vicepresident executiu de Toyota i es va retirar el 1978, mantenint un lloc de conseller fins a l'any 1982.
A partir d'aleshores va escriure diversos llibres sobre els seus mètodes que van estendre els mètodes productius a occident, tot i que amb certes dificultats a causa dels diferències culturals. Els tres llibres van ser: Toyota Production System (1978), Workplace Management (1984) i Just-in-Time for Today and Tomorrow (1988).

## Els 7 malbarataments
Ohno va procurar eliminar el malbaratament en els processos productius, reduint en conseqüència els costos. Concretament perseguia suprimir les accions que no afegien valor al producte. Per això, Taiichi Ohno va fer un llistat de 7 malbarataments, que han estat àmpliament difosos:
1. Sobreproducció o produir més del que es necessita.
2. Els temps d'espera o les cues.
3. L'inventari innecessari.
4. El processament inapropiat dels productes.
5. Els transports innecessaris.
6. Els productes defectuosos.
7. Els moviments innecessaris durant la manufactura.